# Benner Holding
Die Benner Holding GmbH ist eine international tätige Holdinggesellschaft mit Sitz in Wiesbaden. Das Unternehmen wurde im Jahr 1882 von Heinrich Stippler gegründet und ist in verschiedenen Branchen tätig, darunter Grundbesitz, Handel, Beteiligungen, eCommerce sowie Agrar und Energie.

## Unternehmensgeschichte
Die Benner Holding wurde 1882 als Schuh- und Kolonialwarengeschäft gegründet. Nach dem Zweiten Weltkrieg begann das Wachstum des Unternehmens in der Zeit des Wirtschaftswunders. Nach 1989 werden mehrere Filialen eröffnet und erste Immobilien erworben.
Im Jahr 2012 übernahm Dominik Benner die Geschäfte und firmierte das Geschäft in die heutige holding-Form um.

## Geschäftsbereiche
Die Holdinggesellschaft ist in verschiedenen Geschäftsbereichen tätig, darunter:
- Grundbesitz: Benner Holding besitzt Häuser in Wiesbaden, Düsseldorf, Augsburg, Berlin,  Hamburg und München. Wenngleich das Unternehmen nach außen unter der Firma Benner Holding auftritt, gehören de facto die Unternehmen Benner Kleiderman Grundbesitz GmbH & Co. KG, RMN Immobilienwert GmbH & Co. KG, BM Grundbesitz GmbH & Co. KG und BM Invest GmbH & Co. KG dazu.
- Handel:  Hier ist das Unternehmen immer noch im Schuhgeschäft tätig mit Filialen in mehreren deutschen Städten. Zusätzlich betreibt Benner die Schuhplattform Schuhe24.
- Agrar und Energie:  Das zu Benner gehörige Landwirtschaftsunternehmen Schlanstedt e.G. bewirtschaftet mehrere Agrarflächen mit eigenem Maschinenpark. Gleichzeitig investiert dieser Geschäftsbereich in kleinere und mittlere Photovoltaikanlagen.
- Gastronomie: Benner besitzt mehrere Restaurants, hauptsächlich im Rhein-Main-Gebiet.
- eCommerce: Mit 26 Internet-Plattformen ist „The Platform Group“ auch als Aktiengesellschaft an der Börse.[5]

## Unternehmensführung
Die Unternehmensführung der Benner Holding besteht aus:
- Dominik P. Benner, CEO: Führt das Unternehmen seit 2012 und ist für die strategische Ausrichtung verantwortlich.
- Valeska Benner, Geschäftsführerin: Zuständig für Immobilien und Finanzierungen, sie trat 2018 in die Geschäftsführung ein.

## Kritik
Der Mieterbund Nordhessen sieht die Benner-Holding kritisch. Die Holding vernachlässige Häuser, wenn sie nicht die erhoffte Rendite erbrächten.
Die Hessenschau begleitete in zwei Folgen Mieter, die sich über Missstände in Häusern der Benner Holding in Kassel beschwerten, und zeigte die schlechten Zustände mehrerer Wohnungen.